# Petr Spielmann
Petr Spielmann (11. října 1932 Ústí nad Labem – 29. listopadu 2020 Brno) byl český historik a teoretik umění se specializací na umění 20. století, pedagog a publicista.

## Život
Pocházel z rodiny německo-židovského architekta Paula Spielmanna (1900 Brno –1978 Praha) a české katolické matky Leopoldiny, za svobodna Formánkové, která pocházela z Jedovnic a později žila v Brně. Oba rodiče žili v Drážďanech, kde otec pracoval pro kancelář významného funkcionalistického architekta Eislera a poté pro firmu Lossow & Kühne. Po vzniku Výmarské republiky se museli vrátit do Československa a usadili se v Ústí nad Labem. Jeho pradědeček Hermann Spielmann byl ředitelem židovského gymnázia v Boskovicích, prastrýc Max Spielmann byl významný architekt, který stavěl pražský Petschkův palác, další prastrýc Otto Spielmann byl známý herec a zpěvák v Německu, ve třicátých letech ředitel divadla v Braunschweigu. Je synovcem malíře Oskara Spielmanna (1901–1974).
Po Mnichovské dohodě se rodiče ze Sudet přestěhovali do Brna. V roce 1942 musel otec nastoupit do transportu, ale měl štěstí, protože skončil „pouze“ v koncentračním táboře u dolu Kukla v Oslavanech a později v internaci v Pinkasově synagoze v Praze a válku přežil. Petr Spielmann se díky statečnosti své matky roku 1944 vyhnul transportu do Terezína a do osvobození žil u příbuzných v Předklášteří u Tišnova. Po válce absolvoval akademické gymnázium v Praze (1945–1952) a v letech 1952–1957 studoval na Filozofické fakultě Masarykovy Univerzity v Brně (tehdy UJEP) dějiny umění (prof. Albert Kutal, Václav Richter, Antonín Friedl) a národopis (A. Václavík). Diplomovou práci Počátky skupinového portrétu v českém malířství obhájil na Filozofické fakultě Univerzity Karlovy (Mgr. 1957, PhDr. 1967).
V letech 1957–1959 byl odborným pracovníkem a vedoucím obrazárny Muzea města Brna. V roce 1957 se Petr Spielmann oženil s Jaroslavou Valentíkovou z Uherského Hradiště, módní návrhářkou podniku Slezská tvorba a v roce 1959 se jim narodil syn Marek. Od roku 1959 pracoval v Národní galerii v Praze, do roku 1962 jako odborný pracovník v Koordinační komisi pro vytřídění mobiliáře ze státních hradů a zámků, 1962–1965 v Grafické sbírce, 1965–1969 ve Sbírce moderního umění. Roku 1968 dostal pozvání na prestižní výstavu Documenta v Kasselu a roku 1969 odjel s manželkou a synem oficiálně do Německa na pozvání Städtische Kunstgalerie Bochum jako lektor pro otázky československého umění. Když mu Národní galerie odmítla prodloužit pobyt, rozhodl se tam zůstat. Od roku 1970 pracoval jako odborný asistent, od roku 1972 do roku 1997 byl ředitelem Musea Bochum. Za svého působení zorganizoval moderní přístavbu budovy muzea podle návrhu dvojice dánských architektů Boa a Wohlerta. Od roku 1972 byl sekretářem Kunstverein Bochum a v letech 1972–1982 také sekretářem západoněmecké sekce AICA.
V letech 1975–1980 vyučoval dějiny umění na uměleckoprůmyslové škole v Dortmundu. Po svém penzionování (1997) žije střídavě v Bochumu a v Brně. V letech 2004–2008 byl vysokoškolským pedagogem na Fakultě výtvarných umění Vysokého učení technického v Brně, od roku 1995 jako docent a 2006–2008 jako vedoucí Katedry teorie a dějin umění. V letech 2004–2006 zastával funkci děkana FAVU VUT.
Byl zakládajícím členem a teoretikem skupiny Brno 57  (s Jaromírem Zeminou a Zdeňkem Kudělkou), teoretikem skupiny Etapa, do roku 1969 členem Sdružení Q  a SČSVU.
Zemřel 27. listopadu 2020.

### Ocenění
- 1961 Státní vyznamenání za didaktický projekt Škola vidění
- 1992 Komenského medaile (udělena Federálním shromážděním za výstavu J.A. Komenský, 400. výročí narození)
- 1996 Bundesverdienstkreuz am Bande der BDR
- 2001 Doctor scientiae artium h.c., MU Brno
- 2002 Krzyz oficersky zaslugi Rzeczypospolitej polskiej
- 2008 Cena města Brna v oblasti výchovy a vzdělávání[11]

## Dílo
V Brně se uvedl výstavou grafik Paula Gaugina v Domě umění a působil mj. jako teoretik Sdružení Brno 57. Jako odborný pracovník grafické sbírky a sbírky moderního umění Národní galerie v Praze připravil mj. objevnou výstavu francouzské kresby 19. a 20. století z českých veřejných i soukromých sbírek a tematickou výstavu František Xaver Šalda a výtvarné umění.
Po odchodu do Německa od roku 1969 pracoval jako vědecký spolupracovník ředitele městské galerie v Bochumu Petera Lea a po jeho náhlém úmrtí v roce 1972 po něm převzal vedení musea. Během jeho působení se zde uskutečnily výstavy významných českých výtvarníků (Otto Gutfreund, Josef Šíma, Čestmír Janošek, Mikuláš Medek, Jan Koblasa, Zbyněk Sekal, Jánuš Kubíček, Jakub Bauernfreund, Endre Nemes, Vilém Reichmann, nebo Karel Čapek jako fotograf) a zároveň se tato muzejní instituce specializovala na sbírání a prezentaci českého umění a také uměleckých projevů ostatních zemí na východní straně Železné opony. Na tamním hradu založil hudební festival Kemnade International, který umožňoval přistěhovalcům prezentovat hudební kulturu svých národů. Podílel se s opatem Anastázem Opaskem na vytvoření sdružení Opus Bonum.
Připravil také náročné tematické výstavy věnované vztahu kubismu a hudby (1981), 50. výročí občanské války ve Španělsku (1986), výročí francouzské revoluce (1989), Janu Amosi Komenskému (1992), nebo tématu smrti ve výtvarném umění (Totentanz, 1997). Celkem v Museu Bochum uspořádal přes 350 výstav, doprovázených kvalitními katalogy.

### Kurátor výstav (výběr)
- 1954 František Hořava: Sochy a kresby, Dům umění města Brna
- 1958 Paul Gauguin: Grafika a reprodukce, MM Brna
- 1961/1962 Škola vidění, DU m. Brna, Liberec, 1965 Ostrava
- 1963/1964 Francouzská kresba 19. a 20. století z československých sbírek, Brno, Litoměřice
- 1964 Vladislav Vaculka, Galerie Nová síň Praha
- 1965 Zahraniční umění z depozitářů Národní galerie, Praha
- 1965 Moderní česká kresba, Palác Kinských – grafická sbírka NG Praha, Dům umění města Brna
- 1966 Paris-Prague 1906–1930, Musée National d'Art Moderne Paris
- 1966 Пєйзаж (Krajinomalba), Yerevan, Puškinovo muzeum Moskva
- 1967 Antonín Procházka: Kresby z let 1910–1925, Karlovy Vary, Praha, Brno
- 1967/1968 František Xaver Šalda a výtvarné umění, Oblastní galerie Liberec, Šternberský palác Praha
- 1968 František Kupka 1871–1957, Palác Kinských – grafická sbírka NG, Valdštejnská jízdárna Praha
- 1968 Václav Špála: Malířské dílo, DK Litoměřice
- 1969 Zdeněk Macháček: Sochy, Pavel Navrátil: Obrazy, Galerie Bratří Čapků, Praha
- 1983 Das Prinzip Hoffnung. Aspekte der Utopie in der Kunst und Kultur des 20. Jahrhunderts, Museum Bochum
- 1985 Dan Kulka: 1938–1979: Skulpturen, Plastiken, Bilder, Zeichnungen, Graphiken, Fotografien, Museum Bochum
- 1989 Wo bleibst du, Revolution?, Museum Bochum
- 1989/1990 Franta: Arbeiten 1969–1989, Museum Bochum
- 1990 Karel Čapek: Photographien, Museum Bochum
- 1991 Europäische Dialoge 1991 / 1. festival Des Europäischen Kulturklubs, Museum Bochum
- 1992 Labyrint světa a lusthaus srdce – Evropská dimenze kultury (ke 400. výročí narození J.A. Komenského), Museum Bochum
- 1992 Jánuš Kubíček: Bilder, Zeichnungen, Graphik, Plastik, Museum Bochum
- 1997 Projekt Totentanz / Memento Mori, Museum Bochum
- 1997/1998 Informel a skupina Cobra ze sbírek bochumského muzea, Brno, Cheb
- 1997/1998 Josef Čapek 1887–1945: Kresby, SGVU Litoměřice
- 2001 Výtvarné doteky visegrádské čtyřky, Art contacts of the Visegrad four, Ostrava, Karviná
- 2004 Pocta Leoši Janáčkovi – Hommage à Leoš Janáček, Dům pánů z Kunštátu, Brno
- 2004/ 2006 Hra v kostky: Vítězslav Nezval a výtvarné umění, Muzeum umění Olomouc, Galerie kritiků, Praha

### Diafilmy
- 1968 Ruská a sovětská výtvarná avantgarda (Díl I. (1860–1914)), Armádní výtvarné studio
- 1968 Ruská a sovětská výtvarná avantgarda (Díl II. (1914–1922)), Armádní výtvarné studio
- 1968 Moderní česká kresba, Armádní výtvarné studio